# Суровикино
Сурови́кино — город (с 1966) в России, административный, экономический и культурный центр Суровикинского района Волгоградской области. Образует городское поселение город Суровикино.
Железнодорожная станция Суровикино Приволжской железной дороги.
Население — 18 227 чел. (2021).

## География
Географическое положение
Расположен в 15 км от устья реки Чир в Дон (Цимлянское водохранилище), в 135 км от Волгограда, недалеко от границы с Ростовской областью. Через город проходит железнодорожная линия Волгоград—Лихая и автомобильная дорога (М21) федерального значения «Волгоград—Каменск-Шахтинский».
Протяжённость Суровикино с востока на запад 8 км, с юга на север — 3 км. Суровикино географически находится в третьем часовом поясе (UTC+3). Используемое время в Суровикино обозначается по международному стандарту как
Moscow Time (MSK). Район расположен в зоне каштановых и светло-каштановых почв. Основные водные артерии — реки Чир, Добрая, Лиска. На территории района имеются месторождения глины и песка.
С севера на юг город окружен природным памятником «Зелёное кольцо», состоящим из посадок сосен, акаций и пойменных лугов. Прекрасный вид открывается с вершины Калиновской горы. Со всех сторон город окружает природа со своими лесами, лугами и водоемами.
Климат
Климат теплый — континентальный. Зимы здесь не очень суровые. Зимой температура достигает 20-25 градусов мороза, а летом, в июне-июле до 30-40 градусов. Среднегодовое количество осадков 380—400 мм.

## История
Возник как посёлок при железнодорожной станции Суровикино (открыта в 1900 году), названной по соседнему хутору, носившему имя первопоселенцев Суровикиных. Дата первого поселения — 1744 год.
В 1937 году был образован Кагановичский район с центром в х. Суровикино в составе Сталинградской области. В 1957 году район переименован в Суровикинский.
В июле-августе 1942 года в окрестностях Суровикино проходила линия обороны 64-й армии против 6-й армии вермахта, наступавшей на Калач-на-Дону (см. Сражение у Калача-на-Дону).
В 2024 году произошёл захват заложников в ИК-19 в Суровикино.

## Символы
24 августа 2007 года Совет депутатов городского поселения принял решение № 18/5 «Об утверждении Положения о гимне городского поселения». В тот же день решением № 18/6 был утверждён и сам гимн.

## Население

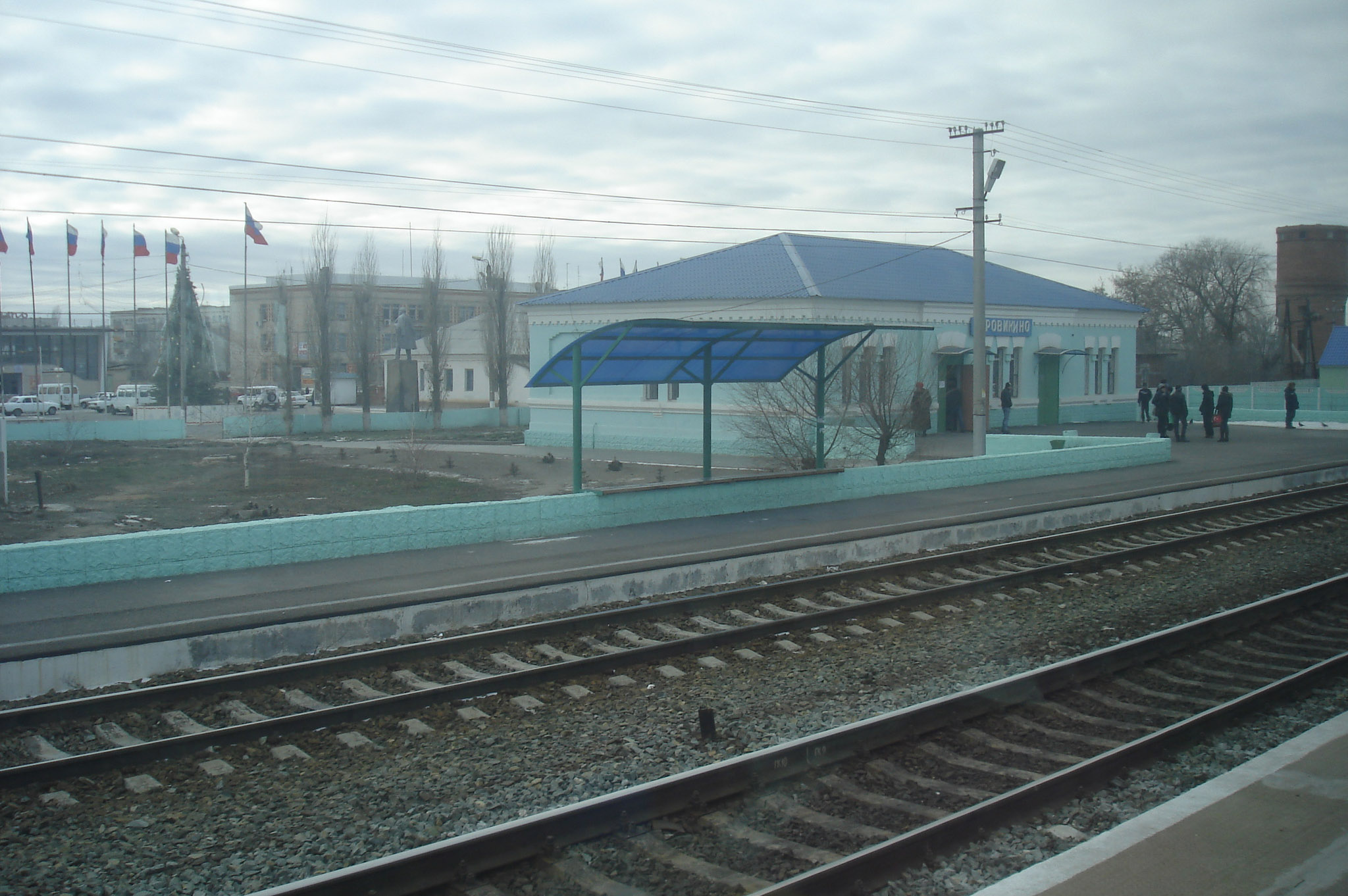
Здание станции и привокзальная площадь

| 1959    | 1970    | 1979    | 1989    | 1996    | 1998    | 2000    | 2001    | 2002    | 2005    | 2006    | 2007    |
| ------- | ------- | ------- | ------- | ------- | ------- | ------- | ------- | ------- | ------- | ------- | ------- |
| 9653    | ↗15 187 | ↗16 950 | ↗18 336 | ↗19 300 | ↗19 500 | ↗19 900 | ↗20 000 | ↗20 338 | ↘20 200 | ↘20 100 | ↘20 000 |
| 2008    | 2009    | 2010    | 2011    | 2012    | 2013    | 2014    | 2015    | 2016    | 2017    | 2018    | 2019    |
| ↘19 900 | ↘19 687 | ↗20 533 | ↘20 500 | ↘20 235 | ↘19 980 | ↘19 641 | ↘19 387 | ↘19 181 | ↘18 954 | ↘18 685 | ↘18 375 |
| 2020    | 2021    |         |         |         |         |         |         |         |         |         |         |
| ↘18 230 | ↘18 227 |         |         |         |         |         |         |         |         |         |         |

На 1 января 2024 года по численности населения город находился на 686-м месте из 1119 городов Российской Федерации.

## Местное самоуправление
Структуру органов местного самоуправления городского поселения г. Суровикино составляют:
- глава городского поселения г. Суровикино;
- Совет депутатов городского поселения г. Суровикино;
- администрация городского поселения г. Суровикино;
- контрольно-счётная комиссия городского поселения г. Суровикино.

Глава Администрации городского поселения города Суровикино — Рубцов Владимир Николаевич.

## Образование
Школы
- Средняя общеобразовательная школа № 1
- Средняя общеобразовательная школа № 2
- Средняя общеобразовательная школа № 3

Среднее специальное образование
- Профессиональное училище № 4 (ПУ 4)
- Агропромышленный техникум
- Суровикинский колледж бизнеса  Волгоградского института бизнеса.

## Экономика
В черте города находится свыше 350 различных предприятий и организаций. Наиболее приоритетны предприятия по переработке с/х сырья. Также в Суровикино функционируют кондитерские и колбасные фабрики, мельницы, заводы по производству масла. В городе развито плодоводство и скотоводство.
Несмотря на особенности климата, успешно выращиваются зерновые и масличные культуры, овощи, бахчи продовольственные, кормовые культуры.
Добывается минеральная вода «Стародербеновская». Ведется добыча глины и песка.
Через Суровикино проходят две транспортные линии: автомобильная трасса «Волгоград — Каменск-Шахтинский» и железнодорожная линия по направлению Волгоград — Лихая.
В достаточной степени развита инфраструктура города Суровикино — здесь расположен больничный комплекс, краеведческий музей, библиотеки, стадион в составе физкультурно-оздоровительного комплекса.

## Памятники
- Памятник героям-танкистам, погибшим в боях за Суровикино в 1942 году[29]
- Памятник Маше и Медведю[30]
- Памятник Ленину

## Города-побратимы
- Ишим, Тюменская область (с 2017)[31]